# Thomas Laird Kennedy
Ne pas confondre avec Thomas Laird, écrivain américain
Pour les articles homonymes, voir Thomas Kennedy.
Thomas Laird Kennedy (né le 15 août 1878, décédé le 13 février 1959) est un homme politique canadien dans la province de l'Ontario. Il a brièvement été premier ministre de l'Ontario de 1948 à 1949. Il était franc-maçon.